# Nesiosphaerion testaceum
Nesiosphaerion testaceum là một loài bọ cánh cứng trong họ Cerambycidae.